# Loxosceles mogote
Espèce
Loxosceles mogote est une espèce d'araignées aranéomorphes de la famille des Sicariidae.

## Distribution
Cette espèce est endémique de la province de Santiago de Cuba à Cuba,.

## Publication originale
- Sánchez-Ruiz & Brescovit, 2013 : The genus Loxosceles Heineken & Lowe (Araneae: Sicariidae) in Cuba and Hispaniola, West Indies. Zootaxa, no 3731, p. 212-222.